# Argyresthia ephippella
Argyresthia ephippella is een vlinder uit de familie van de pedaalmotten (Argyresthiidae). De wetenschappelijke naam van de soort werd in 1777 gepubliceerd door Johann Christian Fabricius.